# ایسابل گارسس
ایسابل گارسس (اسپانیایی: Isabel Garcés‎؛ ‏ ۲۸ ژانویهٔ ۱۹۰۱ – ۳ فوریهٔ ۱۹۸۱) بازیگر اهل اسپانیا بود.
از فیلم‌هایی که وی در آن‌ها نقش داشته است، می‌توان به چشم طمع به همسایه طبقه پنجم نداشته باشید اشاره نمود.